# آلدو حساس
آلدو حساس (انگلیسی: Aldo Sensibile؛ زادهٔ ۱۸ دسامبر ۱۹۴۷) بازیکن فوتبال اهل ایتالیا است.
از باشگاه‌هایی که در آن بازی کرده‌است می‌توان به باشگاه فوتبال آ.اس. رم و باشگاه فوتبال لچه اشاره کرد.